# Numis-Post
Numis Post: Das Schweizer Magazin für Münzen ist ein Magazin für Münzsammler.

## Beschreibung
Es erscheint monatlich mit einer Doppelnummer im Juli/August und wird vom gleichnamigen Verlag herausgegeben. Bestandteil jeder Ausgabe ist eine Liste mit den Richtpreisen der Schweizer Münzen seit 1850 und der Schweizer Banknoten von 1907 bis heute.
Die Autoren berichten zu numismatischen Themen von der Antike bis zur Neuzeit. Ebenso stehen im Magazin Informationen über Veranstaltungen und Anlässe, Neuausgaben von Münzen und Spezialthemen.

## Historie
Die Numis-Post wurde 1968 von Hans Schmid aus Arbon (TG), Sammler und Hobbyhändler von Antiquitäten, gegründet, zunächst in Form weniger fotokopierter Blätter, die bei Münzbörsen und Sammlertreffen verteilt wurden. Bereits 1969 betrug die Auflage 10.000 Exemplare. Nach dem frühen Tod von Schmid übernahm dessen Freund und Sammlerkollege Gottlieb Schneider die Numis-Post mit der Ausgabe 9/1977. Nachdem auch Schneider 1984 verstorben war, wurde die Zeitschrift zunächst von seinen drei Kindern Ruth, Edith und Urs Schneider weitergeführt, später von Ruth Schneider.
Nach dem Zusammenschluss mit der 1966 begründeten Sammlerzeitschrift Helvetische Münzzeitung HMZ erschien sie ab 2002 unter dem Namen Numis-Post & HMZ; ab Januar 2010 wurde jedoch auf den Namenszusatz verzichtet, und die Zeitschrift wird seitdem wieder als Numis-Post vertrieben.